# Emisferi di Magdeburgo

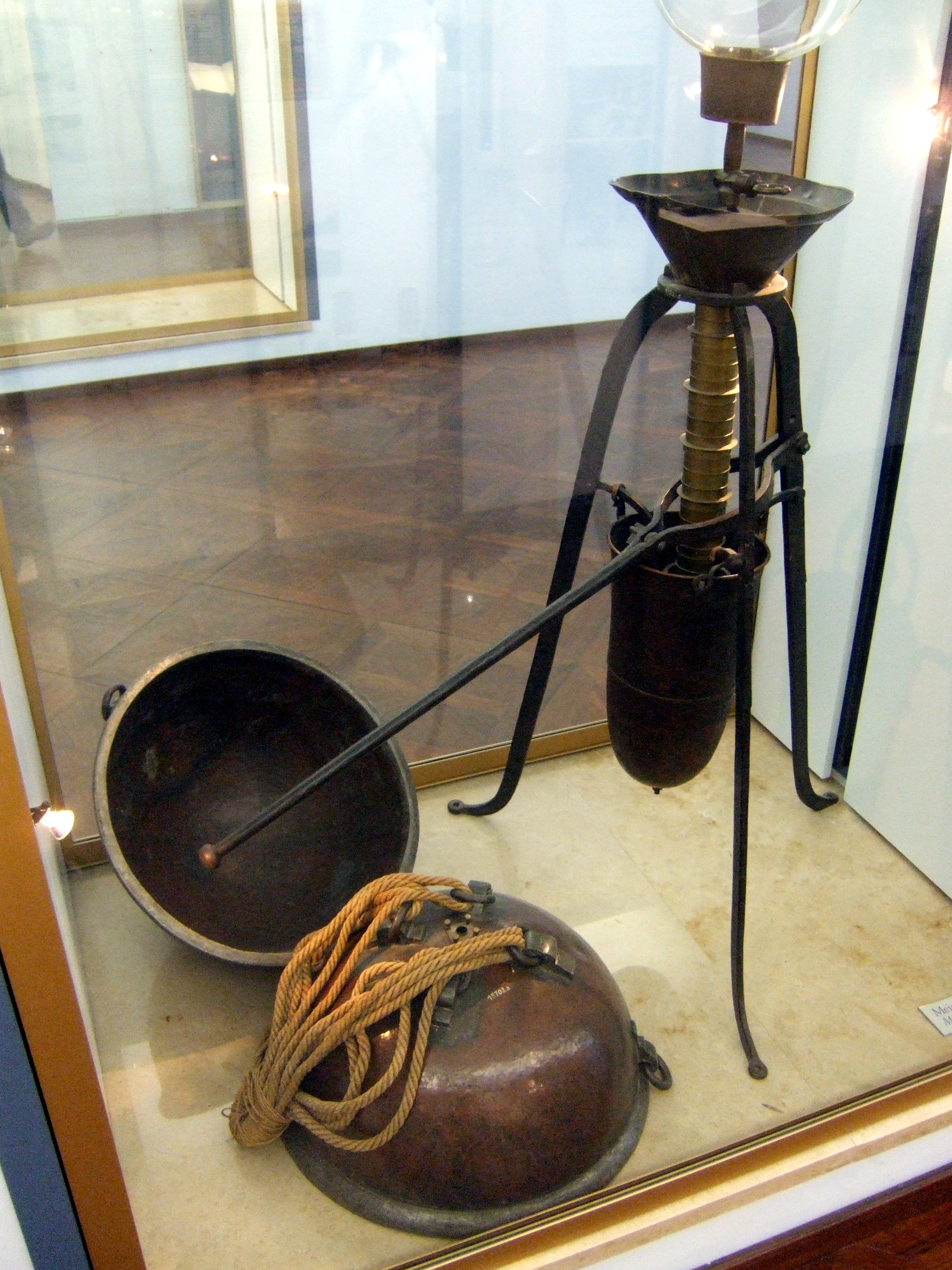
Gli emisferi originali e la pompa a vuoto di von Guericke in esposizione al Deutsches Museum

Gli emisferi di Magdeburgo sono un dispositivo sperimentale creato nel 1650 dal fisico tedesco Otto von Guericke, atto a dimostrare l'esistenza del vuoto e gli effetti della pressione atmosferica.
Nella configurazione dell'epoca si trattava di una coppia di emisferi d'ottone aventi bordi perfettamente combacianti e provvisti di un collare per bloccare movimenti tangenziali.
Una volta uniti, era possibile estrarre l'aria dall'interno della sfera che essi costituivano e, una volta realizzato il vuoto, era impossibile separarli perfino usando la forza di due schiere di cavalli trainanti in direzioni opposte.
Gli emisferi originali sono conservati al Deutsches Museum di Monaco di Baviera. 

## Descrizione
Gli emisferi hanno un diametro interno di circa 60 centimetri. Uno di essi ha un tubo con una valvola di chiusura, collegato alla pompa. Nel momento in cui l'aria viene estratta e la valvola viene chiusa, il tubo può essere staccato e gli emisferi restano saldati tra loro grazie alla pressione atmosferica. La forza che li tiene fermi è uguale all'area descritta dal loro bordo interno (che per un cerchio di diametro di 60 centimetri vale circa 0,2 m²), moltiplicata per la differenza di pressione tra l'interno e l'esterno (al più, in linea teorica, pari alla pressione atmosferica, che su una superficie di 1 m² esercita una forza di circa 10000 kgf; nel caso in esame sono in gioco, pertanto, circa 2000 kgf su una superficie di circa 0,2 m²); ciò comporta una forza di circa 20000 N (essendo 1 kgf pari a circa 10 N), l'equivalente della forza necessaria per sollevare una autovettura o un piccolo elefante.

## Dimostrazione
La dimostrazione di questo esperimento richiede l'utilizzo del calcolo integrale. Nell'approssimazione di aria come fluido inviscido (non viscoso) nel suo contatto con il metallo (liscio) degli emisferi, i due emisferi uniti sono paragonabili ad una sfera cava sottoposta soltanto a forze superficiali normali (di pressione), immersa in un fluido che ha all'interno una pressione minore (in teoria il vuoto). Viste le dimensioni della sfera non troppo grandi, essa è sottoposta ad una compressione uniforme (complice anche una temperatura circa costante). La differenza di pressione tra l'interno e l'esterno del guscio sferico crea una forza che tiene unite le due parti. Naturalmente solo le componenti normali al piano di contatto tra i due emisferi agiscono attivamente per tenerli uniti (tangenzialmente la sfera si può aprire più facilmente, da cui gli incavi per incastrare i due emisferi; il collare (guarnizione) è invece necessaria a non far fuoriuscire l'aria lateralmente). Dalla fisica sappiamo che p=F/S, dove “F” è la forza in Newton [N], “p” la pressione in Pascal [Pa] e “S” l'area su cui agisce la forza in metri quadrati [m²]. Noi conosciamo “p” e “S” e vogliamo conoscere “F”. Imponendo {\displaystyle dF=\Delta pdS} e considerando solo le componenti lungo l'asse di interesse (qui ortogonale al piano di sezionamento, ossia l'asse z, le altre componenti vengono equilibrate dalle forze interne delle pareti), otteniamo {\displaystyle dF_{z}=\Delta pdS_{z}} con {\displaystyle dS_{z}=cos{\theta }dS}. A questo punto possiamo scrivere:
{\displaystyle F_{z}=\iint _{S}\Delta p\,dS_{z}}
,Con buona approssimazione {\displaystyle \Delta p} è costante su tutta la superficie sferica, quindi:
{\displaystyle F_{z}=\Delta p\iint _{S}\cos {\theta }\,dS}

Passando dalle coordinate cartesiane a quelle sferiche, abbiamo che {\displaystyle dS=Jd\theta d\phi }, dove J è lo Jacobiano della trasformazione ed in questo caso è pari a {\displaystyle R^{2}sin{\theta }} con “R” il raggio interno della sfera. Pertanto otteniamo:
{\displaystyle F_{z}=\Delta p\iint _{S}\cos {\theta }\,dS=\Delta p\int _{0}^{2\pi }\,d\phi \int _{0}^{\pi /2}R^{2}sin{\theta }cos{\theta }\,d\theta }
Portando fuori le costanti e ricorrendo alla formula di duplicazione del seno (risultante dalla scelta di aver tagliato la sfera in due calotte identiche), possiamo scrivere:
{\displaystyle F_{z}={\frac {R^{2}\Delta p}{4}}\int _{0}^{2\pi }\,d\phi \int _{0}^{\pi /2}sin{2\theta }\,d2\theta ={\frac {R^{2}\Delta p}{4}}2\pi [-\cos {\pi }+\cos {0}]=\pi R^{2}\Delta p}
ovvero un risultato prevedibile nell'ipotesi di fluido inviscido: il prodotto tra la differenza di pressione e l'area del massimo cerchio interno, la cui circonferenza coincide con i punti di contatto tra i due emisferi cavi. Se consideriamo due emisferi più piccoli di quelli di Magdeburgo, ad esempio di 10 cm di raggio interno e, dopo averli uniti, riusciamo a portare la pressione interna a 0,2 atm, avremo, supponendo di essere in condizioni atmosferiche standard:
{\displaystyle F_{z}=\pi R^{2}\Delta p=\pi *0.1^{2}*0.8*1.013*10^{5}{\tilde {=}}2545N}
i quali corrispondono a circa 260 kgF.

## L'esperimento

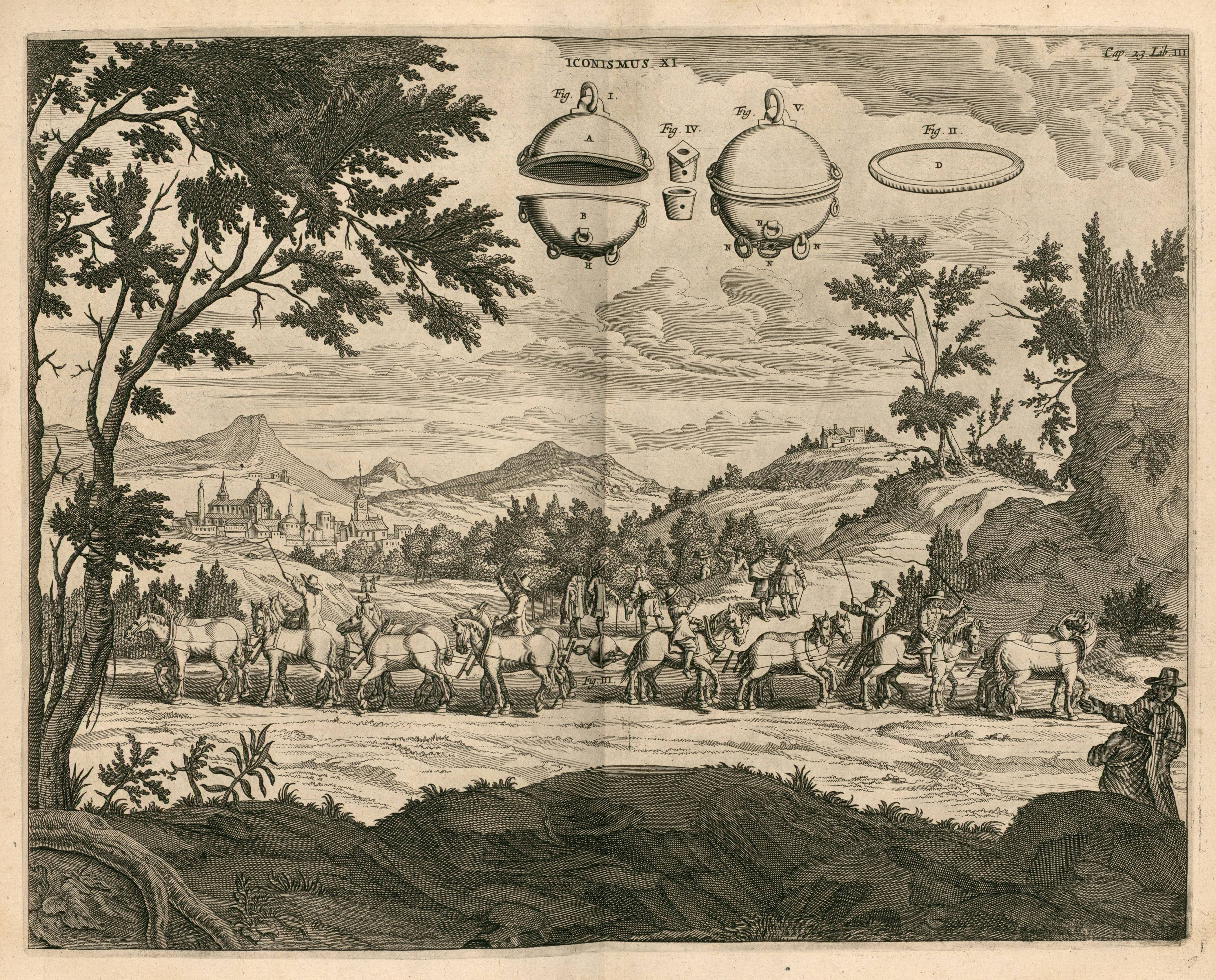
Illustrazione di Gaspar Schott sull'esperimento degli emisferi di Magdeburgo

Von Guericke eseguì l'esperimento degli emisferi l'8 maggio 1654 a Ratisbona alla presenza del Reichstag e dell'imperatore Ferdinando III; in quell'occasione vennero impiegati 30 cavalli, divisi in due gruppi di 15, che non riuscirono a dividere gli emisferi finché non fu riaperta la valvola ed eliminato così il vuoto. Nel 1656 fu ripetuto con 16 cavalli nella sua città natale, Magdeburgo, di cui era borgomastro. Gaspar Schott fu il primo a descrivere l'esperimento nel libro Mechanica Hydraulico-Pneumatica del 1657. Nel 1663 si tenne un'altra dimostrazione con 24 cavalli a Berlino, a cui assistette Federico Guglielmo I di Brandeburgo.
L'esperimento fu riportato dallo stesso von Guericke nella sua opera Experimenta nova, ut vocant, Magdeburgica de vacuo spatio del 1672, da cui il nome conservato dai suoi emisferi.